# Sicosi della barba
Sicosi volgare, è una forma di follicolite, un'infiammazione che colpisce la base del pelo e tessuto connettivo circostante. Si manifesta nella zona della barba.

## Eziologia
L'agente abitualmente responsabile è lo stafilococco (staphylococcus aureus), microrganismo molto diffuso nell'ambiente e arduo da debellare. Vi sono due tipi di modalità di contagio: o attraverso il contatto con un portatore sano (circa il 40% per cento della popolazione) oppure per auto-infezione. Basta una piccola ferita per consentire allo stafilocco di annidarsi nel follicolo pilifero ed agire, ossia virulentarsi facendo scattare il processo infettivo nella sua fase acuta. Abitualmente la sicosi inizia la sua propagazione dal labbro superiore al di sotto del naso. Esistono un gran numero di portatori di stafilococco in più parti del corpo: mani, ascelle, naso, orecchie e cuoio capelluto. Non è semplice allontanare lo stafilococco ed il semplice lavaggio delle mani non è sufficiente se non temporaneamente. Anzi occorre prestare molta attenzione per evitare di contagiare i cibi, che potrebbero diventare veicolo di una possibile tossinfezione alimentare.

## Sintomatologia
All'inizio compare una pustola superficiale o un nodulo infiammato alla base del pelo infetto, che può cadere con facilità.
L'infezione poi viene trasportata meccanicamente (con l'uso del rasoio o grattandosi) ai follicoli vicini.
Si vengono così a creare chiazze dure, infiammate, a tratti purulente che evolvono in croste di colore giallo-nerastro.

## Terapia
Si somministrano antibiotici e durante il periodo del trattamento la persona deve smettere di radersi.